# 莫桑比克國家足球隊
莫桑比克國家足球隊是莫桑比克的國家足球代表隊，由莫桑比克足球協會管理，現時屬於國際足協及非洲足協成員國之一。莫桑比克曾經4次參加非洲國家盃，但都在小組賽出局，而至今也仍未參加過世界盃決賽週。

## 大賽成績

### 國際足協世界盃
| 國際足協世界盃成績 | 國際足協世界盃成績 | 國際足協世界盃成績 | 國際足協世界盃成績 | 國際足協世界盃成績 | 國際足協世界盃成績 | 國際足協世界盃成績 | 國際足協世界盃成績 | 國際足協世界盃成績 | 國際足協世界盃成績 |                    | 外圍賽成績         | 外圍賽成績         | 外圍賽成績         | 外圍賽成績         | 外圍賽成績         | 外圍賽成績         | 外圍賽成績         | 外圍賽成績         | 外圍賽成績 |
| 年份               | 成績               | 賽                 | 勝                 | 和                 | 負                 | 入球               | 失球               | 球差               | 積分               | 成績               | 賽                 | 勝                 | 和                 | 負                 | 入球               | 失球               | 球差               | 積分               |            |
| ------------------ | ------------------ | ------------------ | ------------------ | ------------------ | ------------------ | ------------------ | ------------------ | ------------------ | ------------------ | ------------------ | ------------------ | ------------------ | ------------------ | ------------------ | ------------------ | ------------------ | ------------------ | ------------------ | ---------- |
| 1930               | 屬於葡萄牙的一部分 | 屬於葡萄牙的一部分 | 屬於葡萄牙的一部分 | 屬於葡萄牙的一部分 | 屬於葡萄牙的一部分 | 屬於葡萄牙的一部分 | 屬於葡萄牙的一部分 | 屬於葡萄牙的一部分 | 屬於葡萄牙的一部分 | 屬於葡萄牙的一部分 | 屬於葡萄牙的一部分 | 屬於葡萄牙的一部分 | 屬於葡萄牙的一部分 | 屬於葡萄牙的一部分 | 屬於葡萄牙的一部分 | 屬於葡萄牙的一部分 | 屬於葡萄牙的一部分 | 屬於葡萄牙的一部分 |            |
| 1934               | 屬於葡萄牙的一部分 | 屬於葡萄牙的一部分 | 屬於葡萄牙的一部分 | 屬於葡萄牙的一部分 | 屬於葡萄牙的一部分 | 屬於葡萄牙的一部分 | 屬於葡萄牙的一部分 | 屬於葡萄牙的一部分 | 屬於葡萄牙的一部分 | 屬於葡萄牙的一部分 | 屬於葡萄牙的一部分 | 屬於葡萄牙的一部分 | 屬於葡萄牙的一部分 | 屬於葡萄牙的一部分 | 屬於葡萄牙的一部分 | 屬於葡萄牙的一部分 | 屬於葡萄牙的一部分 | 屬於葡萄牙的一部分 |            |
| 1938               | 屬於葡萄牙的一部分 | 屬於葡萄牙的一部分 | 屬於葡萄牙的一部分 | 屬於葡萄牙的一部分 | 屬於葡萄牙的一部分 | 屬於葡萄牙的一部分 | 屬於葡萄牙的一部分 | 屬於葡萄牙的一部分 | 屬於葡萄牙的一部分 | 屬於葡萄牙的一部分 | 屬於葡萄牙的一部分 | 屬於葡萄牙的一部分 | 屬於葡萄牙的一部分 | 屬於葡萄牙的一部分 | 屬於葡萄牙的一部分 | 屬於葡萄牙的一部分 | 屬於葡萄牙的一部分 | 屬於葡萄牙的一部分 |            |
| 1950               | 屬於葡萄牙的一部分 | 屬於葡萄牙的一部分 | 屬於葡萄牙的一部分 | 屬於葡萄牙的一部分 | 屬於葡萄牙的一部分 | 屬於葡萄牙的一部分 | 屬於葡萄牙的一部分 | 屬於葡萄牙的一部分 | 屬於葡萄牙的一部分 | 屬於葡萄牙的一部分 | 屬於葡萄牙的一部分 | 屬於葡萄牙的一部分 | 屬於葡萄牙的一部分 | 屬於葡萄牙的一部分 | 屬於葡萄牙的一部分 | 屬於葡萄牙的一部分 | 屬於葡萄牙的一部分 | 屬於葡萄牙的一部分 |            |
| 1954               | 屬於葡萄牙的一部分 | 屬於葡萄牙的一部分 | 屬於葡萄牙的一部分 | 屬於葡萄牙的一部分 | 屬於葡萄牙的一部分 | 屬於葡萄牙的一部分 | 屬於葡萄牙的一部分 | 屬於葡萄牙的一部分 | 屬於葡萄牙的一部分 | 屬於葡萄牙的一部分 | 屬於葡萄牙的一部分 | 屬於葡萄牙的一部分 | 屬於葡萄牙的一部分 | 屬於葡萄牙的一部分 | 屬於葡萄牙的一部分 | 屬於葡萄牙的一部分 | 屬於葡萄牙的一部分 | 屬於葡萄牙的一部分 |            |
| 1958               | 屬於葡萄牙的一部分 | 屬於葡萄牙的一部分 | 屬於葡萄牙的一部分 | 屬於葡萄牙的一部分 | 屬於葡萄牙的一部分 | 屬於葡萄牙的一部分 | 屬於葡萄牙的一部分 | 屬於葡萄牙的一部分 | 屬於葡萄牙的一部分 | 屬於葡萄牙的一部分 | 屬於葡萄牙的一部分 | 屬於葡萄牙的一部分 | 屬於葡萄牙的一部分 | 屬於葡萄牙的一部分 | 屬於葡萄牙的一部分 | 屬於葡萄牙的一部分 | 屬於葡萄牙的一部分 | 屬於葡萄牙的一部分 |            |
| 1962               | 屬於葡萄牙的一部分 | 屬於葡萄牙的一部分 | 屬於葡萄牙的一部分 | 屬於葡萄牙的一部分 | 屬於葡萄牙的一部分 | 屬於葡萄牙的一部分 | 屬於葡萄牙的一部分 | 屬於葡萄牙的一部分 | 屬於葡萄牙的一部分 | 屬於葡萄牙的一部分 | 屬於葡萄牙的一部分 | 屬於葡萄牙的一部分 | 屬於葡萄牙的一部分 | 屬於葡萄牙的一部分 | 屬於葡萄牙的一部分 | 屬於葡萄牙的一部分 | 屬於葡萄牙的一部分 | 屬於葡萄牙的一部分 |            |
| 1966               | 屬於葡萄牙的一部分 | 屬於葡萄牙的一部分 | 屬於葡萄牙的一部分 | 屬於葡萄牙的一部分 | 屬於葡萄牙的一部分 | 屬於葡萄牙的一部分 | 屬於葡萄牙的一部分 | 屬於葡萄牙的一部分 | 屬於葡萄牙的一部分 | 屬於葡萄牙的一部分 | 屬於葡萄牙的一部分 | 屬於葡萄牙的一部分 | 屬於葡萄牙的一部分 | 屬於葡萄牙的一部分 | 屬於葡萄牙的一部分 | 屬於葡萄牙的一部分 | 屬於葡萄牙的一部分 | 屬於葡萄牙的一部分 |            |
| 1970               | 屬於葡萄牙的一部分 | 屬於葡萄牙的一部分 | 屬於葡萄牙的一部分 | 屬於葡萄牙的一部分 | 屬於葡萄牙的一部分 | 屬於葡萄牙的一部分 | 屬於葡萄牙的一部分 | 屬於葡萄牙的一部分 | 屬於葡萄牙的一部分 | 屬於葡萄牙的一部分 | 屬於葡萄牙的一部分 | 屬於葡萄牙的一部分 | 屬於葡萄牙的一部分 | 屬於葡萄牙的一部分 | 屬於葡萄牙的一部分 | 屬於葡萄牙的一部分 | 屬於葡萄牙的一部分 | 屬於葡萄牙的一部分 |            |
| 1974               | 屬於葡萄牙的一部分 | 屬於葡萄牙的一部分 | 屬於葡萄牙的一部分 | 屬於葡萄牙的一部分 | 屬於葡萄牙的一部分 | 屬於葡萄牙的一部分 | 屬於葡萄牙的一部分 | 屬於葡萄牙的一部分 | 屬於葡萄牙的一部分 | 屬於葡萄牙的一部分 | 屬於葡萄牙的一部分 | 屬於葡萄牙的一部分 | 屬於葡萄牙的一部分 | 屬於葡萄牙的一部分 | 屬於葡萄牙的一部分 | 屬於葡萄牙的一部分 | 屬於葡萄牙的一部分 | 屬於葡萄牙的一部分 |            |
| 1978               | 非國際足協成員     | 非國際足協成員     | 非國際足協成員     | 非國際足協成員     | 非國際足協成員     | 非國際足協成員     | 非國際足協成員     | 非國際足協成員     | 非國際足協成員     | 非國際足協成員     | 非國際足協成員     | 非國際足協成員     | 非國際足協成員     | 非國際足協成員     | 非國際足協成員     | 非國際足協成員     | 非國際足協成員     | 非國際足協成員     |            |
| 1982               | 外圍賽出局         | 外圍賽出局         | 外圍賽出局         | 外圍賽出局         | 外圍賽出局         | 外圍賽出局         | 外圍賽出局         | 外圍賽出局         | 外圍賽出局         | 第一圈             | 2                  | 0                  | 0                  | 2                  | 3                  | 7                  | -4                 | 0                  |            |
| 1986               | 沒有參賽           | 沒有參賽           | 沒有參賽           | 沒有參賽           | 沒有參賽           | 沒有參賽           | 沒有參賽           | 沒有參賽           | 沒有參賽           | 拒絕參賽           | 拒絕參賽           | 拒絕參賽           | 拒絕參賽           | 拒絕參賽           | 拒絕參賽           | 拒絕參賽           | 拒絕參賽           | 拒絕參賽           |            |
| 1990               | 沒有參賽           | 沒有參賽           | 沒有參賽           | 沒有參賽           | 沒有參賽           | 沒有參賽           | 沒有參賽           | 沒有參賽           | 沒有參賽           | 拒絕參賽           | 拒絕參賽           | 拒絕參賽           | 拒絕參賽           | 拒絕參賽           | 拒絕參賽           | 拒絕參賽           | 拒絕參賽           | 拒絕參賽           |            |
| 1994               | 外圍賽出局         | 外圍賽出局         | 外圍賽出局         | 外圍賽出局         | 外圍賽出局         | 外圍賽出局         | 外圍賽出局         | 外圍賽出局         | 外圍賽出局         | 小組第三名         | 4                  | 0                  | 1                  | 3                  | 3                  | 11                 | -8                 | 1                  |            |
| 1998               | 外圍賽出局         | 外圍賽出局         | 外圍賽出局         | 外圍賽出局         | 外圍賽出局         | 外圍賽出局         | 外圍賽出局         | 外圍賽出局         | 外圍賽出局         | 第一圈             | 2                  | 0                  | 1                  | 1                  | 1                  | 3                  | -2                 | 1                  |            |
| 2002               | 外圍賽出局         | 外圍賽出局         | 外圍賽出局         | 外圍賽出局         | 外圍賽出局         | 外圍賽出局         | 外圍賽出局         | 外圍賽出局         | 外圍賽出局         | 第一圈             | 2                  | 1                  | 0                  | 1                  | 2                  | 2                  | 0                  | 3                  |            |
| 2006               | 外圍賽出局         | 外圍賽出局         | 外圍賽出局         | 外圍賽出局         | 外圍賽出局         | 外圍賽出局         | 外圍賽出局         | 外圍賽出局         | 外圍賽出局         | 第一圈             | 2                  | 0                  | 0                  | 2                  | 3                  | 5                  | -2                 | 0                  |            |
| 2010               | 外圍賽出局         | 外圍賽出局         | 外圍賽出局         | 外圍賽出局         | 外圍賽出局         | 外圍賽出局         | 外圍賽出局         | 外圍賽出局         | 外圍賽出局         | 第三圈小組第三名   | 12                 | 4                  | 3                  | 5                  | 10                 | 10                 | 0                  | 15                 |            |
| 2014               | 外圍賽出局         | 外圍賽出局         | 外圍賽出局         | 外圍賽出局         | 外圍賽出局         | 外圍賽出局         | 外圍賽出局         | 外圍賽出局         | 外圍賽出局         | 第二圈小組第三名   | 8                  | 2                  | 3                  | 3                  | 7                  | 11                 | -4                 | 9                  |            |
| 2018               | 外圍賽出局         | 外圍賽出局         | 外圍賽出局         | 外圍賽出局         | 外圍賽出局         | 外圍賽出局         | 外圍賽出局         | 外圍賽出局         | 外圍賽出局         | 第二圈             | 2                  | 1                  | 0                  | 1                  | 1                  | 1                  | 0                  | 3                  |            |
| 2022               | 外圍賽出局         | 外圍賽出局         | 外圍賽出局         | 外圍賽出局         | 外圍賽出局         | 外圍賽出局         | 外圍賽出局         | 外圍賽出局         | 外圍賽出局         | 第二圈小組第三名   | 8                  | 3                  | 1                  | 4                  | 5                  | 8                  | -3                 | 10                 |            |
| 2026               | To be determined   | To be determined   | To be determined   | To be determined   | To be determined   | To be determined   | To be determined   | To be determined   | To be determined   | To be determined   | To be determined   | To be determined   | To be determined   | To be determined   | To be determined   | To be determined   | To be determined   | To be determined   |            |
| 總數               | –                  | 0/22               | –                  | –                  | –                  | –                  | –                  | –                  | –                  | –                  | 42                 | 11                 | 9                  | 22                 | 35                 | 58                 |                    |                    |            |

## 非洲國家盃
| 非洲國家盃成績 | 非洲國家盃成績     | 非洲國家盃成績     | 非洲國家盃成績     | 非洲國家盃成績     | 非洲國家盃成績     | 非洲國家盃成績     | 非洲國家盃成績     | 非洲國家盃成績     | 非洲國家盃成績     | 非洲國家盃成績     | 非洲國家盃成績 |
| 年份           | 成績               | 排名               | 賽                 | 勝                 | 和                 | 負                 | 入球               | 失球               | 球差               | 積分               |                |
| -------------- | ------------------ | ------------------ | ------------------ | ------------------ | ------------------ | ------------------ | ------------------ | ------------------ | ------------------ | ------------------ | -------------- |
| 1957           | 屬於葡萄牙的一部分 | 屬於葡萄牙的一部分 | 屬於葡萄牙的一部分 | 屬於葡萄牙的一部分 | 屬於葡萄牙的一部分 | 屬於葡萄牙的一部分 | 屬於葡萄牙的一部分 | 屬於葡萄牙的一部分 | 屬於葡萄牙的一部分 | 屬於葡萄牙的一部分 |                |
| 1959           | 屬於葡萄牙的一部分 | 屬於葡萄牙的一部分 | 屬於葡萄牙的一部分 | 屬於葡萄牙的一部分 | 屬於葡萄牙的一部分 | 屬於葡萄牙的一部分 | 屬於葡萄牙的一部分 | 屬於葡萄牙的一部分 | 屬於葡萄牙的一部分 | 屬於葡萄牙的一部分 |                |
| 1962           | 屬於葡萄牙的一部分 | 屬於葡萄牙的一部分 | 屬於葡萄牙的一部分 | 屬於葡萄牙的一部分 | 屬於葡萄牙的一部分 | 屬於葡萄牙的一部分 | 屬於葡萄牙的一部分 | 屬於葡萄牙的一部分 | 屬於葡萄牙的一部分 | 屬於葡萄牙的一部分 |                |
| 1963           | 屬於葡萄牙的一部分 | 屬於葡萄牙的一部分 | 屬於葡萄牙的一部分 | 屬於葡萄牙的一部分 | 屬於葡萄牙的一部分 | 屬於葡萄牙的一部分 | 屬於葡萄牙的一部分 | 屬於葡萄牙的一部分 | 屬於葡萄牙的一部分 | 屬於葡萄牙的一部分 |                |
| 1965           | 屬於葡萄牙的一部分 | 屬於葡萄牙的一部分 | 屬於葡萄牙的一部分 | 屬於葡萄牙的一部分 | 屬於葡萄牙的一部分 | 屬於葡萄牙的一部分 | 屬於葡萄牙的一部分 | 屬於葡萄牙的一部分 | 屬於葡萄牙的一部分 | 屬於葡萄牙的一部分 |                |
| 1968           | 屬於葡萄牙的一部分 | 屬於葡萄牙的一部分 | 屬於葡萄牙的一部分 | 屬於葡萄牙的一部分 | 屬於葡萄牙的一部分 | 屬於葡萄牙的一部分 | 屬於葡萄牙的一部分 | 屬於葡萄牙的一部分 | 屬於葡萄牙的一部分 | 屬於葡萄牙的一部分 |                |
| 1970           | 屬於葡萄牙的一部分 | 屬於葡萄牙的一部分 | 屬於葡萄牙的一部分 | 屬於葡萄牙的一部分 | 屬於葡萄牙的一部分 | 屬於葡萄牙的一部分 | 屬於葡萄牙的一部分 | 屬於葡萄牙的一部分 | 屬於葡萄牙的一部分 | 屬於葡萄牙的一部分 |                |
| 1972           | 屬於葡萄牙的一部分 | 屬於葡萄牙的一部分 | 屬於葡萄牙的一部分 | 屬於葡萄牙的一部分 | 屬於葡萄牙的一部分 | 屬於葡萄牙的一部分 | 屬於葡萄牙的一部分 | 屬於葡萄牙的一部分 | 屬於葡萄牙的一部分 | 屬於葡萄牙的一部分 |                |
| 1974           | 屬於葡萄牙的一部分 | 屬於葡萄牙的一部分 | 屬於葡萄牙的一部分 | 屬於葡萄牙的一部分 | 屬於葡萄牙的一部分 | 屬於葡萄牙的一部分 | 屬於葡萄牙的一部分 | 屬於葡萄牙的一部分 | 屬於葡萄牙的一部分 | 屬於葡萄牙的一部分 |                |
| 1976           | 非非洲足球協會成員 | 非非洲足球協會成員 | 非非洲足球協會成員 | 非非洲足球協會成員 | 非非洲足球協會成員 | 非非洲足球協會成員 | 非非洲足球協會成員 | 非非洲足球協會成員 | 非非洲足球協會成員 | 非非洲足球協會成員 |                |
| 1978           | 非非洲足球協會成員 | 非非洲足球協會成員 | 非非洲足球協會成員 | 非非洲足球協會成員 | 非非洲足球協會成員 | 非非洲足球協會成員 | 非非洲足球協會成員 | 非非洲足球協會成員 | 非非洲足球協會成員 | 非非洲足球協會成員 |                |
| 1980           | 沒有參賽           | 沒有參賽           | 沒有參賽           | 沒有參賽           | 沒有參賽           | 沒有參賽           | 沒有參賽           | 沒有參賽           | 沒有參賽           | 沒有參賽           |                |
| 1982           | 外圍賽出局         | 外圍賽出局         | 外圍賽出局         | 外圍賽出局         | 外圍賽出局         | 外圍賽出局         | 外圍賽出局         | 外圍賽出局         | 外圍賽出局         | 外圍賽出局         |                |
| 1984           | 外圍賽出局         | 外圍賽出局         | 外圍賽出局         | 外圍賽出局         | 外圍賽出局         | 外圍賽出局         | 外圍賽出局         | 外圍賽出局         | 外圍賽出局         | 外圍賽出局         |                |
| 1986           | 分組賽             | 8th                | 3                  | 0                  | 0                  | 3                  | 0                  | 7                  | -7                 | 0                  |                |
| 1988           | 外圍賽出局         | 外圍賽出局         | 外圍賽出局         | 外圍賽出局         | 外圍賽出局         | 外圍賽出局         | 外圍賽出局         | 外圍賽出局         | 外圍賽出局         | 外圍賽出局         |                |
| 1990           | 外圍賽出局         | 外圍賽出局         | 外圍賽出局         | 外圍賽出局         | 外圍賽出局         | 外圍賽出局         | 外圍賽出局         | 外圍賽出局         | 外圍賽出局         | 外圍賽出局         |                |
| 1992           | 外圍賽出局         | 外圍賽出局         | 外圍賽出局         | 外圍賽出局         | 外圍賽出局         | 外圍賽出局         | 外圍賽出局         | 外圍賽出局         | 外圍賽出局         | 外圍賽出局         |                |
| 1994           | 外圍賽出局         | 外圍賽出局         | 外圍賽出局         | 外圍賽出局         | 外圍賽出局         | 外圍賽出局         | 外圍賽出局         | 外圍賽出局         | 外圍賽出局         | 外圍賽出局         |                |
| 1996           | 分組賽             | 14th               | 3                  | 0                  | 1                  | 2                  | 1                  | 4                  | -4                 | 1                  |                |
| 1998           | 分組賽             | 16th               | 3                  | 0                  | 0                  | 3                  | 1                  | 8                  | -7                 | 0                  |                |
| 2000           | 外圍賽出局         | 外圍賽出局         | 外圍賽出局         | 外圍賽出局         | 外圍賽出局         | 外圍賽出局         | 外圍賽出局         | 外圍賽出局         | 外圍賽出局         | 外圍賽出局         |                |
| 2002           | 外圍賽出局         | 外圍賽出局         | 外圍賽出局         | 外圍賽出局         | 外圍賽出局         | 外圍賽出局         | 外圍賽出局         | 外圍賽出局         | 外圍賽出局         | 外圍賽出局         |                |
| 2004           | 外圍賽出局         | 外圍賽出局         | 外圍賽出局         | 外圍賽出局         | 外圍賽出局         | 外圍賽出局         | 外圍賽出局         | 外圍賽出局         | 外圍賽出局         | 外圍賽出局         |                |
| 2006           | 外圍賽出局         | 外圍賽出局         | 外圍賽出局         | 外圍賽出局         | 外圍賽出局         | 外圍賽出局         | 外圍賽出局         | 外圍賽出局         | 外圍賽出局         | 外圍賽出局         |                |
| 2008           | 外圍賽出局         | 外圍賽出局         | 外圍賽出局         | 外圍賽出局         | 外圍賽出局         | 外圍賽出局         | 外圍賽出局         | 外圍賽出局         | 外圍賽出局         | 外圍賽出局         |                |
| 2010           | 分組賽             | 15th               | 3                  | 0                  | 1                  | 2                  | 2                  | 7                  | -5                 | 1                  |                |
| 2012           | 外圍賽出局         | 外圍賽出局         | 外圍賽出局         | 外圍賽出局         | 外圍賽出局         | 外圍賽出局         | 外圍賽出局         | 外圍賽出局         | 外圍賽出局         | 外圍賽出局         |                |
| 2013           | 外圍賽出局         | 外圍賽出局         | 外圍賽出局         | 外圍賽出局         | 外圍賽出局         | 外圍賽出局         | 外圍賽出局         | 外圍賽出局         | 外圍賽出局         | 外圍賽出局         |                |
| 2015           | 外圍賽出局         | 外圍賽出局         | 外圍賽出局         | 外圍賽出局         | 外圍賽出局         | 外圍賽出局         | 外圍賽出局         | 外圍賽出局         | 外圍賽出局         | 外圍賽出局         |                |
| 2017           | 外圍賽出局         | 外圍賽出局         | 外圍賽出局         | 外圍賽出局         | 外圍賽出局         | 外圍賽出局         | 外圍賽出局         | 外圍賽出局         | 外圍賽出局         | 外圍賽出局         |                |
| 2019           | 外圍賽出局         | 外圍賽出局         | 外圍賽出局         | 外圍賽出局         | 外圍賽出局         | 外圍賽出局         | 外圍賽出局         | 外圍賽出局         | 外圍賽出局         | 外圍賽出局         |                |
| 2021           | 外圍賽出局         | 外圍賽出局         | 外圍賽出局         | 外圍賽出局         | 外圍賽出局         | 外圍賽出局         | 外圍賽出局         | 外圍賽出局         | 外圍賽出局         | 外圍賽出局         |                |
| 2023           | 21st               | 3                  | 0                  | 2                  | 1                  | 4                  | 7                  | -3                 | 2                  |                    |                |
| 2025           | 外圍賽出線         | 外圍賽出線         | 外圍賽出線         | 外圍賽出線         | 外圍賽出線         | 外圍賽出線         | 外圍賽出線         | 外圍賽出線         | 外圍賽出線         | 外圍賽出線         |                |
| 總數           | 分組賽             | 6/35               | 15                 | 0                  | 4                  | 11                 | 8                  | 33                 | -25                | 4                  |                |